# 6522 Aci
6522 Aci este un asteroid din centura principală de asteroizi.

## Descriere
6522 Aci este un asteroid din centura principală de asteroizi. A fost descoperit pe 9 iulie 1991 la Observatorul Palomar de Eleanor Francis Helin. El prezintă o orbită caracterizată de o semiaxă mare de 2,38 ua, o excentricitate de 0,20 și o înclinație de 22,1° în raport cu ecliptica.